# Dahlia Pessemiers
Dahlia Pessemiers-Benamar (Brussel, 17 december 1975) is een Vlaamse actrice met Marokkaanse roots. 
Dahlia maakte in 1998 haar opleiding af aan de Studio Herman Teirlinck. Samen met Nele Bauwens stichtte ze in 1999 De Alpenzusjes als afstudeerproject. Samen maakten ze verschillende theatervoorstellingen. In 2009 werkten ze samen met Luc De Vos voor hun tienjarig bestaan. In 2010 bracht Dahlia Pessemiers met MozaIK een (solo)voorstelling met muzikale ondersteuning van Tomas de Smet en Myrddin de Cauter. 
Dahlia Pessemiers was tevens lid van de Theatercommissie die de Vlaamse overheid moet adviseren inzake theater beleid.
In 2011 brengt ze een reeks Berberse sprookjes vertellingen in het Nederlands: "Draait den draad en zie ze zei... ". Deze sprookjes werden verzameld bij Maghrebijnse inwoners in het Antwerpse.
Haar eerste grote televisierol was die van Birsen Ülmez, een vrijgevochten schminkster en jonge moeder van Turkse origine in Emma, een telenovelle van Eén. Pessemiers speelde verschillende televisierollen in Thuis, Witse (Martine Peeters, in 2006), Nightshift (in 2006), Zéro défaut (Zora, in 2003), Dju! (in 2002), Wittekerke (jonge moeder, in 2002) en One Shot Wonder (in 1997). Vanaf 2013 speelt ze mee in de nieuwe politiereeks De Ridder op één. In de opvolger van Witse vertolkt ze Zohra El Zarkaoui.
Pessemiers-Benamar schreef en speelde in samenwerking met Sam Touzani de voorstelling MozaIk  (2010), een solo performance met muzikale ondersteuning van Tomas De Smet en Myrddin De Cauter. Als artist in residence van het voormalige WGC Zuiderpershuis creëerde ze onder meer Secret Gardens  (2011).
Vanuit haar engagement om het woord inclusiviteit te laten verdwijnen en het als een evidentie te beschouwen, stelt Pessemiers-Benamar mensen aan elkaar voor, organiseert ze artistieke speeddates en ontmoetingen en werkt ze op vraag verschillende workshops, inclusieve trajecten en praktijkvormen uit.
Pessemiers-Benamar spitste zich toe op jeugdtheater.  Onder de vleugels van Dunia startte ze samen met MetX en het festival van Vlaanderen het kinderkoor Shanti shanti Antwerpen op. Ze creëerde en schreef voor het paleis de voorstelling Baba  (2013). De tekst werd gepubliceerd in Het klein Magazijn. De Franse versie werd uitgegeven door uitgeverij Lansman.
Sinds 2016 nodigt gezelschap Action Zoo Humain Pessemiers-Benamar uit om deel te zijn van het artisitieke team. Ze was te zien in de producties De Waarheidscommisie, Amnes(t)ie en Dihya, een coproductie met het paleis.
Na het regisseren van de  tweetalige voorstelling Kukunor  (Vlaamse gebarentaal en Nederlands) ontstond het idee om Dunia vzw om te dopen tot Silence Radio. Het team werd uitgebreid en werd een collectief van diverse kunstenaars en performers.  In mei 2022 openden ze de deuren van de 'accesible artist redidency' Villa De Vis in Asse. In 2023 produceren ze hun eerste voorstelling Portici.
In 2020 start Pessemiers-Benamar de Belgische tak van ACCAC, een groeiend internationaal netwerk dat gelijkheid promoot door middel van cultuur en artistieke vaardigheden. 
Sinds het seizoen 2021-2022 maakt Pessemiers-Benamar deel uit van de cast van Red - The Sorrows of Belgium III: Holy War, het sluitstuk van de trilogie die regisseur Luk Perceval maakt bij NTGent.
In 2023 speelde ze mee in de interactieve reeks Assisen als Maria Hernandez, in De Twaalf (Eyeworks), Styx (Eyeworks).